# Muskegon Zephyrs
Muskegon Zephyrs byl profesionální americký klub ledního hokeje, který sídlil v Muskegonu ve státě Michigan. V letech 1960–1965 působil v profesionální soutěži International Hockey League. Zephyrs ve své poslední sezóně v IHL skončily v základní části. Své domácí zápasy odehrával v hale L. C. Walker Arena s kapacitou 4 000 diváků. Klubové barvy byly červená a bílá.
Zanikl v roce 1965 přejmenováním na Muskegon Mohawks. Jednalo se o vítěze Turner Cupu ze sezóny 1961/62.

## Úspěchy
- Vítěz Turner Cupu ( 1× )
  - 1961/62

## Přehled ligové účasti
Zdroj: 
- 1960–1961: International Hockey League (Východní divize)
- 1961–1965: International Hockey League